# Mombaça
Mombaça is een gemeente in de Braziliaanse deelstaat Ceará. De gemeente telt 46.728 inwoners (schatting 2009).
De gemeente grenst aan Pedra Branca, Senador Pompeu, Piquet Carneiro, Acopiara, Arneiroz, Catarina en Tauá.